# 多斑腹囊海龍
多斑腹囊海龍（学名：Microphis brachyurus millepunctatus），為輻鰭魚綱棘背魚目海龍科的其中一種，分布於非洲肯亞至南非德班、馬達加斯加、模里西斯、留尼旺的沿岸溪流及半鹹水水域，體長可達22公分，卵胎生。